# گروه چرپوک
گروه چرپوک (انگلیسی: Cherpuk Group) یک گروه کوه آتشفشانی در شبه‌جزیره کامچاتکای کشور روسیه است.